# Ron Gourlay
Ron Gourlay były dyrektor generalny w piłkarskim klubie Chelsea. Pracował jako dyrektor generalny od 31 października 2009 roku do 22 października 2014 roku, wcześniej pracując jako dyrektor operacyjny klubu.
Gourlay, pracujący w Chelsea od 2004 roku wcześniej był działaczem m.in. Manchesteru United oraz firmy odzieżowej Umbro. Szkot został mianowany na stanowisko 17 września 2009 roku po tym, jak Peter Kenyon zdecydował się na opuszczenie klubu z dniem 31 października tego samego roku.
"To wielki honor mieć szansę prowadzić Chelsea" – powiedział. "Mamy świetny zespół zarówno na boisku jak i poza nim co daje nam możliwość osiągnąć jeszcze większe sukcesy w przyszłości. Bycie za to odpowiedzialnym to fantastyczne wyzwanie i podejdę do niego z pełnym zaangażowaniem i energią".